# Eschimoși
Eschimoși este un termen folosit pentru popoarele care trăiesc în regiunea polară, " în Alaska, Groenlanda și Canada, precum și de-a lungul coastelor arctice ale Asiei nord-orientale"..
Viața religioasă a eschimoșilor este centrată pe șamanism, având ceremonii de ispășire și de îmbunare a spiritelor animalelor ucise.

## Răspândire

Limba inuită (dialecte)

Numărul total al eschimoșilor din regiunile polare se cifrează la aproximativ 175.000, din care 50.000 trăiesc în Groenlanda și circa același număr în Canada (din care 25.000 în regiunea Nunavut la nord de Québec și în Labrador). Comunități importante trăiesc și în Rusia. În Alaska trăiesc 30.000 eschimoși, iar în Ciukotka circa 20.000.